# Рудольф Рьодер
Рудольф Рьодер (нім. Rudolf Röder; 30 жовтня 1902, Мюнхен — 14 квітня 1991, Кіферсфельден) — німецький гауптштурмфюрер СС, інспектор таборів примусової праці в Галичині та засуджений воєнний злочинець.

## Життєпис
Рудольф Рьодер народився 30 жовтня 1902 року в Мюнхені. Його батько був державним службовцем в адміністрації університету. Рьодер відвідував народну школу та розпочав навчання на електротехніка. У 1919 році вступив до нім. Freikorps Epp. У 1923 році брав участь у Пивному путчі. У 1927 році став лаборантом в університетській клініці Мюнхена.
У червні 1932 року став членом СС (№ СС 60.390). 1 серпня 1932 року вступив до НСДАП (партійний квиток № 1.200.757). У 1938 році брав участь в окупації Австрії. У листопаді 1939 року був командиром супровідної команди губернатора Людвіга Фішера у Варшавському дистрикті. Через пияцтво був розжалуваний та виключений з СС. У листопаді 1941 року це рішення було скасовано, і його перевели до SSPF у Львові, де він служив референтом з єврейських питань, а згодом інспектором таборів примусової праці. У березні 1942 року було розпочато нове розслідування СС через надмірне пияцтво. 6 травня 1942 року його відправили до реабілітаційного табору для членів СС та поліції в Бухенвальді. 19 липня він повернувся до HSSPF Ost. 7 жовтня був призваний до Ваффен-СС.
Після війни нетривалий час перебував у радянському військовому полоні, а потім працював лаборантом та власником велосипедної крамниці. З січня 1961 по вересень 1964 року перебував у попередньому ув'язненні. Основний судовий процес відбувся 25 жовтня 1966 року. 29 квітня 1968 року Земельний суд Штутгарта засудив Рьодера до десяти років ув'язнення за чотирма пунктами звинувачення у вбивстві та пособництві у вбивстві п'яти осіб.